# Tour della nazionale maschile di rugby a 15 dell'Argentina 1976
Nella seconda metà degli anni '70 il rugby argentino si mostra sulla scena internazionale. È l'epoca di Hugo Porta, considerato il più grande giocatore argentino di tutti i tempi ed eletto nel 1985 il miglior mediano di apertura del mondo
Se il nome "Pumas"  era nato nel 1965, è con questo tour che ne nasce la leggenda. Guidata da Hugo Porta, la nazionale argentina mette alle corde il fortissimo Galles, vincitore del Cinque Nazioni 1976. La partita viene vinta dai Gallesi solo all'ultimo minuto con un calcio di punizione.

## Risultati
Sistema di punteggio: meta = 4 punti, Trasformazione=2 punti .Punizione e calcio da mark=  3 punti. drop = 3 punti. 
| Arbitro: | Alan Welsby |

|                 |      |                                                   |
| Juliff, Butcher | mt   | G. Beccar Varela, Neyrá Carracedo, 1 meta tecnica |
| Lewis           | tr   | G. Beccar Varela , Sansot, Porta                  |
| Lewis 4         | c.p. | Porta                                             |

| Arbitro: | Kenneth Pattinson |

|               |      |                                         |
|               | mt   | D. Beccar Varela, Sansot Gauweloose (2) |
|               | tr   | G. Beccar Varela, Porta                 |
| Porta, Sansot | c.p. | Porta                                   |

| Arbitro: | R. C. Quittenton |

|           |      |                            |
|           | mt   | Travaglini                 |
|           | tr   | G. Beccar Varela           |
| Bevan (2) | c.p. | G. Beccar Varela 3, Sansot |

| Arbitro: | P. J. Lillington |

|          |      |                              |
| Slemen   | mt   |                              |
| Har      | tr   |                              |
| Hare (5) | c.p. | G. Beccar Varela (2), Sansot |
| Horton   | drop |                              |

| Arbitro: | D. H. Burnett |

|                       |      |                               |
| Griffiths, Hill Evans | mt   |                               |
| Phillips              | tr   |                               |
|                       | c.p. | Sansot (2) , G. Beccar Varela |
|                       | drop | G. Beccar Varela              |

| Arbitro: | Norman Sanson |

| |            | |
| Davies, Edwards | mt         | Gauweloose. G. Beccar Varela |
| | tr         | Porta |
| Bennett (4) | c.p.       | G. Beccar Varela (2), Porta |
| 15.JPR Williams, 14.Gerald Davies, 13.Ray Gravell, 12.Roy Bergiers, 11.John Williams, 10.Phil Bennett, 9.Gareth Edwards, 8.Derek Quinnell, 7.Terry Cobner (cap), 6.Trefor Evans, 5.Geoff Wheel, 4.Barry Clegg, 3.Charlie Faulkner, 2.Bobby Windsor, 1.Graham Price - Sostituti: Jeff Squire | Formazioni | 15.Martin Sansot, 14.Daniel Beccar Varela, 13.Alejandro Travaglini, 12.Gonzalo Beccar Varela, 11.Jorge Gauweloose, 10.Hugo Porta, 9.Adolfo Etchegaray (cap), 7.Jorge Carracedo, 8.Ricardo Mastai, 6.Carlos Neyra, 5.Jose Fernandez, 4.Eliseo Branca, 3.Rito Iraneta, 2.Jose Costante, 1.Fernando Insua - Sostituti: Jorge Braceras |